# Żeleznodorożnyj (Baszkortostan)
Żeleznodorożnyj (ros. Железнодорожный) – wieś (sieło) w Rosji, w Baszkortostanie, w rejonie biełorieckim. W 2010 liczyła 3020 mieszkańców.